# Давыдова, Дарья Дмитриевна
Да́рья Дми́триевна Давы́дова (род. 24 июня 1990, в Москве) — российская оперная певица, сопрано. Дебютировала на оперной сцене в 2014 в Большом Театре России, будучи студенткой V курса Московской Государственной консерватории им. П. И. Чайковского. С 2015 по 2017 — солистка Московского Академического Музыкального Театра имени К. С. Станиславского и Вл. И. Немировича-Данченко. С 2018 г. — солистка Всероссийского Государственного Телевидения и Радио России (ВГТРК). Выступает в России, Германии, Франции, Австрии, Польше, Дании, Финляндии, Чехии, Италии, Португалии, США, Ливана, Словении и Танзании.

## Биография
С первых курсов консерватории выступает на ведущих музыкальных сценах Москвы: Большого, Малого и Рахманиновского залов Московской Консерватории, Московского Международного дома Музыки, Колонного зала Дома Союзов. Окончила ДМШ им. Ф. Шопена (класс фортепиано), Академический музыкальный колледж при МГК им. Чайковского (класс заслуженной артистки России Валентины Щербининой) В 2012 году певица окончила Московский Государственный Лингвистический университет им. Мориса Тореза (английский, французский, итальянский языки). В 2015 с отличием окончила Московскую государственную консерваторию им. П. И. Чайковского (класс профессора, народной артистки СССР Маквалы Касрашвили). С 2015 по 2017 — солистка Московского академического музыкального театра им. К. С. Станиславского и Вл. И. Немировича-Данченко.
Является солисткой Московской, Пермской и Вятской филармоний, Концертно-театрального центра «Югра — Классик» (Ханты-Мансийск).
В 2013 году в Большом зале Консерватории исполнила три партии сопрано в опере Б. Бриттена «Смерть в Венеции», дирижер Геннадий Рождественский, при участии Йена Бостриджа (тенор), Йестина Девиса (контр-тенор), Питера Колман-Райта (баритон), российская премьера.
В 2014 году Дарья исполнила партию Ариэля в опере А. Алябьева «Буря» по У. Шекспиру (мировая премьера) на декабрьских вечерах в ГМИИ им. Пушкина и усадьбе «Царицыно». Постановка удостоена премии Мэрии г. Москвы.
В 2015 году Дарья выступала для Его Величества Принц Хенрика Датского на Королевской Регате в Каннах (Франция).
В Большом театре России Дарья работала с маэстро Эвелино Пидо (Италия), режиссером Робертом Карсеном (Канада).
Гастролировала в Японии, исполнила партию сопрано в симфонической поэме С. Рахманинова «Колокола» (г. Нагоя, дирижер Росен Гергов).
В 2016 году в Сочи Дарья открыла ряд игр Континентальной хоккейной лиги во ледовом дворце «Большой», исполнив Гимн России.
Певица выступает с Государственным симфоническим оркестром «Новая Россия» под управлением Юрия Башмета, Государственным духовым оркестром России, Государственным симфоническим оркестром кинематографии под управлением Сергея Скрипки, Академическим оркестром русских народных инструментов им. Некрасова (РЦНК в Праге, Берлине, Варшаве, Амстердаме, XIII фестиваль IMAGO (Словения) в Любляне, Рыбнице).
В 2017 году Дарья приняла участие в постановке пьесы Ренаты Литвиновой «Северный ветер» в Московском Художественном театре им. А. П. Чехова (роль оперной певицы).
Дарья регулярно исполняет партию сопрано в «Реквиеме» В. А. Моцарта совместно с Камерным оркестром Московской областной филармонии «Инструментальная капелла» и Государственным академическим Московским областным хором имени А. Д. Кожевникова.
Является членом жюри на вокальном конкурсе «Московский Соловей», конкурсе им. М. Таривердиева «Настроения».
В октябре 2018 года Дарья сыграла роль Елены Поповой в опере «Медведь» В. Уолтона (постановка Василия Бархатова), театры Паттихио и Строволос (Кипр), дирижер Яннис Хаджелоизу.
В апреле 2018 года Дарья выступала в венском зале Музикферайн (Muzikverein).
В 2018 году выступала на X юбилейном Фестивале художественной гимнастики Алины Кабаевой «Алина» (Москва, «ВТБ Арена»).
В августе 2019 Дарья примет участие во II Дягилевском фестивале русского искусства в Довиле(Франция) совместно с балетной труппой Большого театра России под руководством Сергея Филина.
В октябре 2019 Дарья гастролировала в городах Китая (Шанхай, Гуанчжоу, Харбин, Ордос, Иньчуань и др.) со своим коллективом «Daria Opera Band”. Тур проходил в рамках Государственных праздников по случаю 70-летия КНД и охватил более 10 город и главных концертных площадок страны.
В январе 2020 Дарья выпустила СD диск на лейбле ВГТРК «Культура» совместно с АОРНИ им. Н.Некрасова.
Диск включил в себя оперные арии, русские народные песни и романсы. На некоторые из песен, вошедшие в компакт-диск, были сняты видеоклипы.
В октябре 2020 года по случаю церемонии захоронения французских солдат, павших в боях во время Крымской войны, Дарья Давыдова исполнила гимны Франции и России. Газета Le Figaro назвала Дарью «самой французской из русских певиц».
В апреле 2021 года Дарья Давыдова выступила с сольным концертом в Большом зале Зарядье в Москве.
В августе 2021 года в Резиденции Посла Великобритании по инициативе Дарьи была поставлена опера У. Уолтона «Медведь», в которой Дарья исполнила главную роль Е. Поповой. Дирижер ян латам-кёниг.
В октябре 2021 года она выступила на свадьбе Великого Князя Георгия Михайловича Романова и Виктории Романовны Беттарини в Санкт-Петербурге.

## Репертуар
В репертуаре певицы моноопера М. Таривердиева «Ожидание», роль Елены Поповой в опере У. Уолтона «Медведь», Мими и Мюзетта «Богема» Дж. Пуччини, Царевна-Лебедь в опере «Сказка о царе Салтане» Н. Римского-Корсакова, Снегурочка в одноименной опере «Снегурочка» Н. Римского-Корсакова, Марфа в опере «Царская Невеста» Н. Римского-Корсакова и др. оперные партии. Кантатно-ораториальный репертуар включает партии для сопрано в таких сочинениях как «Реквием» В. А. Моцарта и «Реквием» Э.Лл. Уэббера, «Коронационная кантата» А. Глазунова, симфоническая поэма «Колокола» С. Рахманинова.

## Признание
Была удостоена звания лауреата первой степени фестиваля «Золотые страницы русской музыки».
Завоевала премию на международном конкурсе молодых исполнителей русского романса «Романсиада-2008» и специальный приз «Мисс — Романсиада».